# Nuts Bang!!!
Nuts Bang!!! è il primo EP del gruppo musicale giapponese j-pop Flow, pubblicato il 22 luglio 2009 dalla Ki/oon Records. Il disco ha raggiunto la ventitreesimaposizione degli album più venduti in Giappone.

## Tracce
1. NUTS BANG!!!
2. SUMMER FREAK
3. Bring it on!
4. Tasogare Summer Days (黄昏サマーデイズ)
5. SURFIN' U.S.A.